# 公安警察司令部 (タイ)
公安警察司令部（タイ語:กองบัญชาการตํารวจสันติบาล タイ語略:บช.ส.、英語：Special Branch）は、タイ王国の警察の一部局。「タイ公安警察」もしくは、タイ語読みの「サンチバン」、「サンティバーン」として知られる。

## 概要
公安警察司令部は、タイ王国国家安全保障に関わる情報収集、分析活動を目的に、知識、能力、最新技術を持つ職員を用いて、王国の安寧と秩序の維持に寄与することを目的とする。警察の活動は主に、王室関係者、国家の重要人物の警護、インテリジェンス活動、国際犯罪・国際テロ抑止などである。

## 歴史
（以前の沿革についてはタイ王国国家警察庁・歴史の項を参照のこと。）
1930年6月5日、ラーマ7世は地方警察局（กรมตำรวจภูธร）の中に国王警察（ตำรวจภูบาล：その後の中央捜査本部）を創設。 
1932年11月17日立憲革命後、警察は、1. 本部、 2.首都圏警察、 3. 地方警察、4. 公安警察の四つの部門に分かれることになった。公安警察部の長にはパヤップ州地方警察ナラーゴーンボリラック男爵（พระนรากรบริรักษ์）署長が就任した。
公安警察は以下の3課に分けられた。
1. 捜査取締課（กองสืบสวนปราบปราม）
2. 秘密捜査課（กองสืบราชการลับ）
3. 科学警察課（กองวิทยาการตำรวจ）

1933年、プラヤー・パホンポンパユハセーナー首相に就任すると、公安警察の改組が行われ、第4課、第5課が創設。
- 第1課‐匪賊・犯罪者捜査・取締り
- 第2課‐特別捜査公務
- 第3課‐警察技術、以下5室。
  - 熟練タイプ登記室（แผนกทะเบียนพิมพ์ลายนิ้วมือ）
  - 凶悪犯罪計画記録部室（แผนกบันทึกแผนประทุษฐกรรม）
  - 証拠捜索室（แผนกพิสูจน์หลักฐาน）
  - 匪賊・犯罪者リスト登録および犯罪者・逃亡者・紛失物捜索室 （แผนกบัญชีโจรผู้ร้าย ออกรูปพรรณผู้ร้าย หลบหนี และของหาย）
  - 移住室（แผนกเนรเทศ）
- 第4課‐警察登録、以下5室。
  - 銃器登記室（แผนกทะเบียนปืน）
  - 車両登記室（แผนกรถ）
  - 団体・出版物登記室（แผนกสมาคม เอกสารหนังสือพิมพ์）
  - 娼楼・質屋・古物商・宿屋・賭場・乞食室（แผนกโรงหญิงนครโสเภณี โรงรับจำนำ ค้าของเก่า โรงแรม การพนันและเรี่ยไร）
  - 映画審査室 （แผนกพิจารณาภาพยนตร์）
- 第5課‐物品消費税警察

その後、麻薬防止取締関係公務執行課（กองกำกับการดำเนินงานในเรื่องปราบปรามจับกุมยาเสพติดที่ผิดกฎหมายทุกประเภท）を創設。
1935年から1936年までに、公安警察官身分を大臣任命の下士官から国王任命の高等官へ変更した。
1937年、アドゥン・アドゥンデートチャラット警察局長が就任すると、公安警察第3課の下に第6番目の外国人登記室を増設。
1940年、アドゥン・アドゥンデートチャラット警察局長は、第2課に外事室（แผนกต่างประเทศ）を設置。さらに第1課の捜査取締業務の増加を鑑み、第1課、第3課、第5課を公安警察から分離、昇格させた。内第1課を中央捜査部とした。その後、第2課外事室を第1課（海外）に昇格。外国人登記室、移住室、団体・出版物登記室の4室を引継いで第3課を設置。さらに第4課を重要人物、内閣、各国大使警護を担当とする課として新設した。政治教育を行う博物館室（แผนกพิพิธภัณฑ์）も第4課に所属した。
1948年、プレーク・ピブーンソンクラーム内閣の時になると、公安警察部長は本部長となり、警察局長官の直属に昇格した。さらに外国語翻訳室を第１課に増設。第3課の出版物登記室と団体登記室を分離。さらに帰化業務を第3課に置いた。
1951年、ヴェトナム共産主義の脅威が強くなると、 ヴェトナム周辺にいた少数民族がタイ国内に避難民として入ってくることになった。そのため、治安警察はヴェトナム難民監視班を設置し、国境を越えて来たヴェトナム少数民族の監視と福祉の監督を行った。（その後、班は分離、昇格）。
1952年、第1課（海外）第3室にあったタイ華人関連の業務が増加したため、第5課に業務をうつし、引き続き華人の捜査、取締り、監視、さらにさまざまな役所で中国語資料翻訳が行われた。
1953年、警察局は局直属の外国人課（กองการต่างด้าว）を設立。それに伴い公安警察は外国人登記室の業務を委譲した。
1955年、警察局の大規模な再編が行われ、公安警察も4課に改組された。
- 第1課（国内管轄）‐王室関係者、政府関係者の護衛
- 第2課（海外管轄）‐ 大使館、領事館等の警護、外国要人の護衛
- 第3課（その他諸事管轄）‐国会議員、閣僚などの国内要人の護衛、指名手配人の捜索、政治犯罪者の監視
- 第4課（刑務所管轄）‐ ノンタブリー県地方警察から委譲された部署であり、刑務所の管理

その後、第5課として、公安警察学校（โรงเรียนตำรวจสันติบาล）が設置され、警察技術、法、業務規則、特殊技能、情報関連技術などの教授が行われた。
1960年、第6課として、共産主義者関連特別捜査班（น่อยสืบสวนพิเศษเรื่องคอมมิวนิสต์）を設置。 
1972年-1973年、地方の情報捜査する第7課が設置され、さらに中央部情報事務、移住外国人監視事務などを行うようになっていった。
1992年、さらに警察組織再編があり、公安警察局（สำนักงานตำรวจสันติบาล）が設置され、国家の安寧を脅かす脅威となりうる情報、個人の監視、重要人物、施設の護衛、国籍、亡命、国際テロの移送、刊行物、民商法の調査、外国人、移住者の活動監視、広報・宣伝活動まで行う現体制が整えられた。
- 総務部 （กองบังคับการอำนวยการ）
- 第1公安部（กองตำรวจสันติบาล1）
- 第2公安部（กองตำรวจสันติบาล2）
- 情報部（กองสารนิเทศ）
- 報道監視室（กลุ่มงานดำเนินกรรมวิธีข่าวกรอง）

その後、公安警察本部の下に配属されることになった。

## 本部所在地
バンコクパトゥムワン区　ラーマ1世通り
（ถนนพระราม 1 ปทุมวัน กรุงเทพฯ 10330）

## 組織

### 内部部局
- 本部警務部 （กองบังคับการอํานวยการ:บก.อก.）
- 第1公安警察部 （กองบังคับการตำรวจสันติบาล 1:บก.ส.1）‐国内の国家の安全保障を脅かす個人、集団に対する情報収集。報道監視。
- 第2公安警察部 （กองบังคับการตำรวจสันติบาล 2:บก.ส.2）‐国王・王族の安全保障を脅かす個人・集団、非政府組織、外国人犯罪組織、国際テロ、海外に対する情報収集。外国人活動監視、海外との情報連携。
- 第3公安警察部 （กองบังคับการตำรวจสันติบาล 3:บก.ส.3）‐要所の警備と主要人物の護衛。
- 第4公安警察部（กองบังคับการตำรวจสันติบาล 4:บก.ส.4）‐国内外情報の政治、経済、生命科学、安全保障、科学など様々な情報の収集及び分析。電子情報監視
- インテリジェンス開発センター （ศูนย์พัฒนาด้านการข่าว）‐情報分析、新技術等の教育、研究。

## 関連事項
- タイ王国国家警察庁